# Tabanus pseudolunatus
Tabanus pseudolunatus är en tvåvingeart som beskrevs av Travassos Santos Dias 1979. Tabanus pseudolunatus ingår i släktet Tabanus och familjen bromsar.
Artens utbredningsområde är Portugal. Inga underarter finns listade i Catalogue of Life.